# Euptychia mycalesis
Euptychia mycalesis är en fjärilsart som beskrevs av Johannes Karl Max Röber 1927. Euptychia mycalesis ingår i släktet Euptychia och familjen praktfjärilar. Inga underarter finns listade i Catalogue of Life.